# 愉城苑

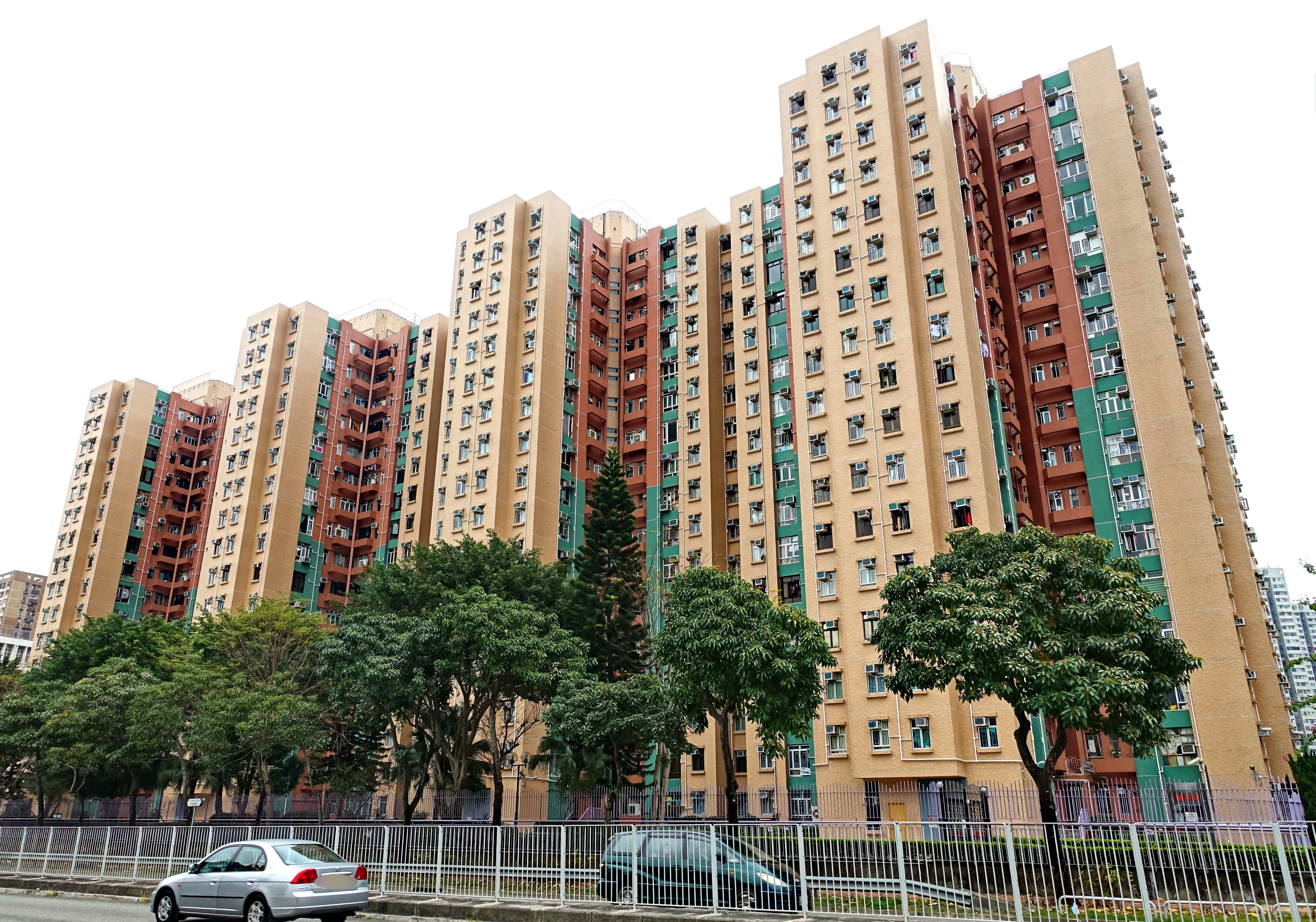
愉城苑，前方道路為大涌橋路

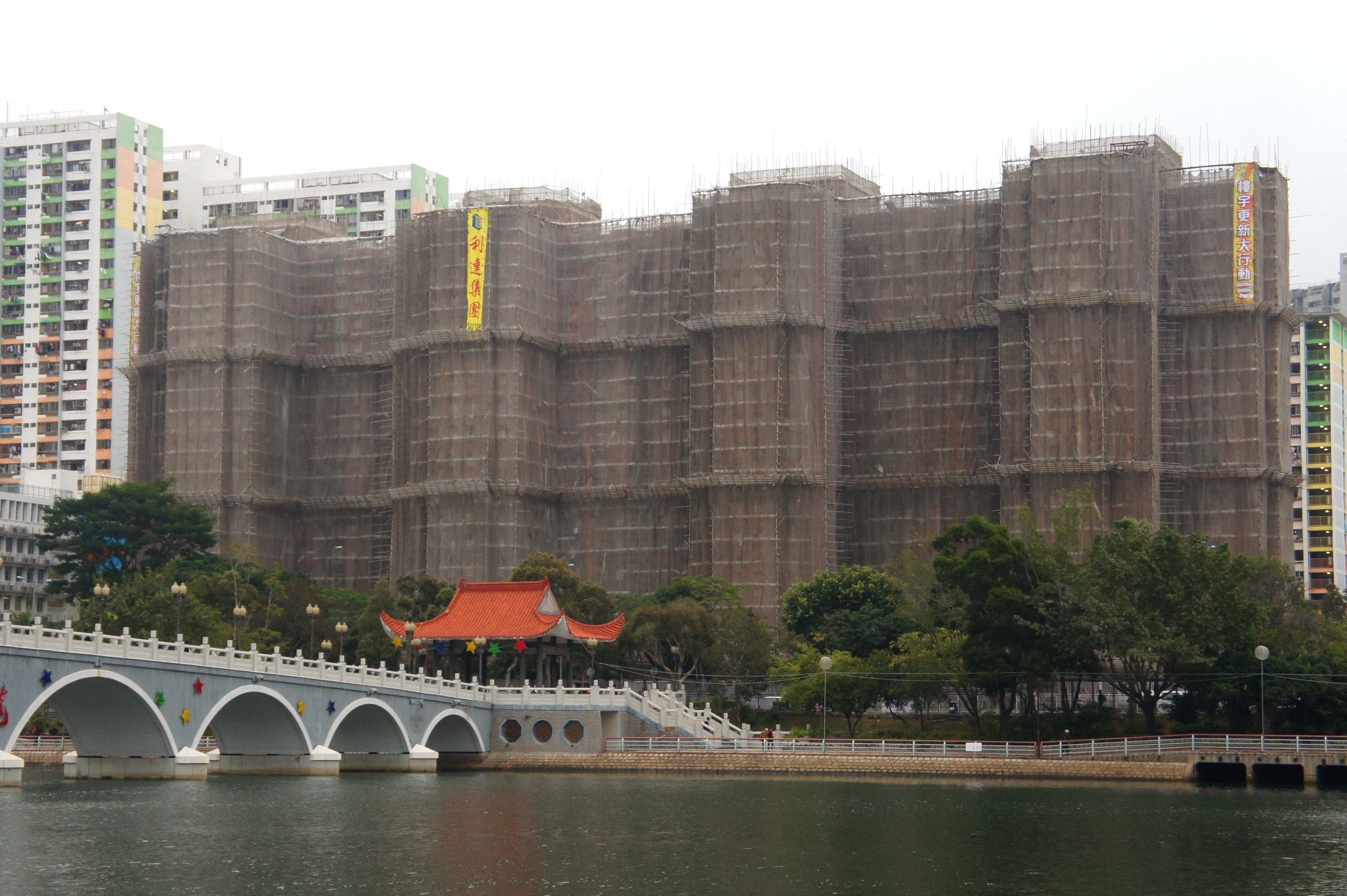
愉城苑在進行「樓宇更新大行動」中，左前方為瀝源橋（2012年2月）

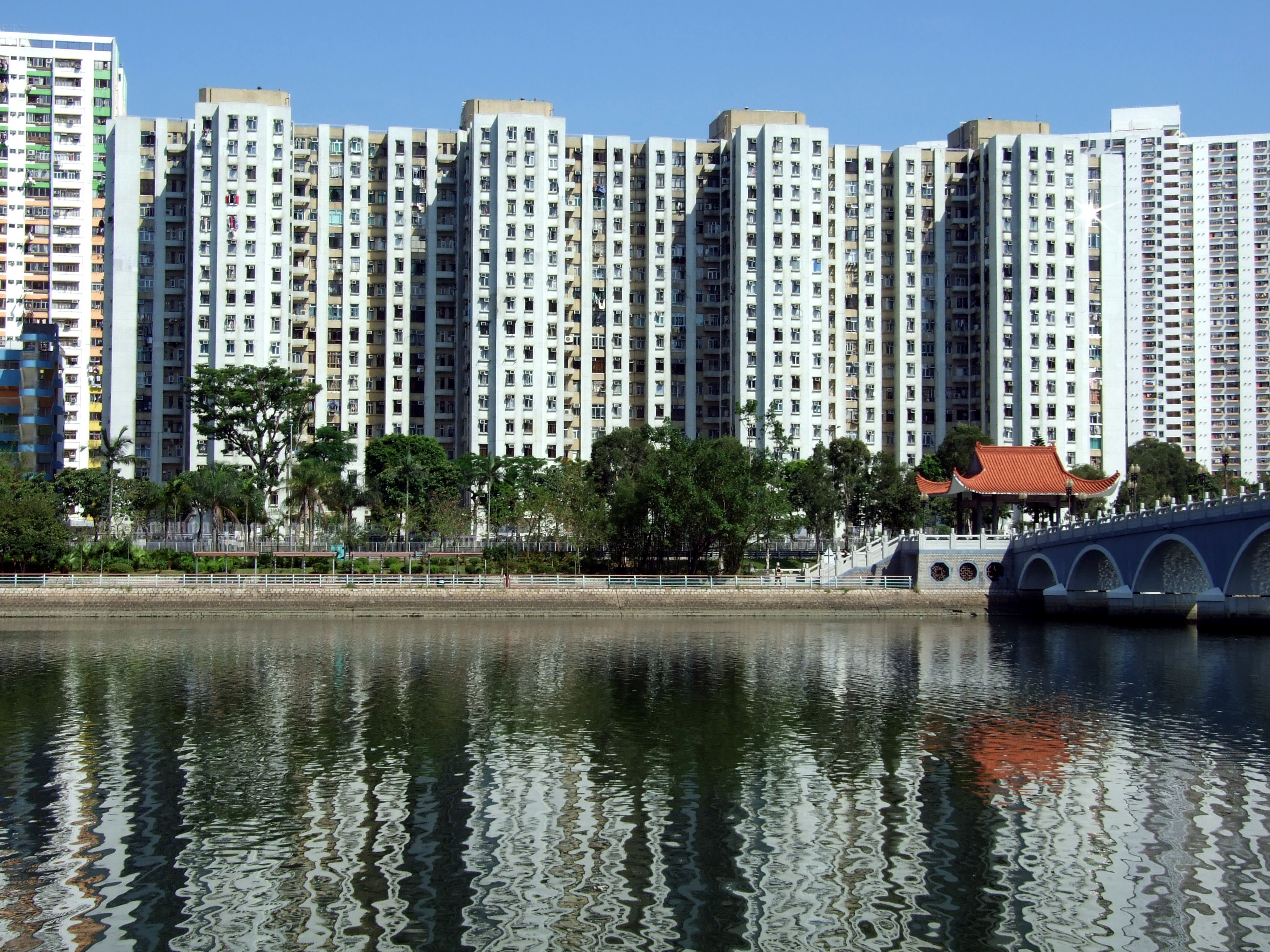
進行外牆翻新前的愉城苑（2010年5月）

愉城苑（英語：Yue Shing Court）是香港新界沙田區沙田圍的一個居者有其屋屋苑，鄰近乙明邨及沙角邨等公共屋邨，建在沙田海的填海地上，共有4座樓高17層的樓宇，每層設有8個單位，在1980年6月落成。愉城苑原本為沙角邨第二期，因為政府見居屋計劃大受歡迎，故此把沙角邨改為房署首個租售兩用的屋邨，把第二期4座17層高的530個單位撥作居屋出售，是香港首個採用標準設計的居屋屋苑。
愉城苑現時由康業服務有限公司管理，跟一般居屋不同，愉城苑所有單位均不用補地價，而且一律都可以在公開市場自由轉讓，與一般私人屋苑無異。

## 屋苑資料
- 落成年份：1980年
- 樓宇座數：4
- 單位數目：530
- 單位實用面積：45至51 m2（480至550 sq ft）
- 首次推出售價（港元）：$191,700 - 251,000

### 樓宇
愉城苑所有單位間隔均為兩房兩廳設計，所有單位設有露台，建築面積均為602及674平方呎。
| 樓宇名稱（座號） | 樓宇類型 | 落成年份 | 樓宇層數 （住宅層數） | 每層伙數 | 每座單位數目（伙） | 建築師       | 承建商 （翻新承建商）         | 提供的升降機廠商 (翻新前) | 提供的升降機廠商 (翻新後) |
| ---------------- | -------- | -------- | --------------------- | -------- | ------------------ | ------------ | ----------------------------- | ------------------------- | ------------------------- |
| 城欣閣（A座）    | 舊十字型 | 1980年   | 17 （1-16樓）         | 8        | 128                | 房屋署建築師 | 祥記建築有限公司 （利達集團） | 快高靈                    | 奧的斯                    |
| 城榮閣（B座）    | 舊十字型 | 1980年   | 17 （1-16樓）         | 8        | 128                | 房屋署建築師 | 祥記建築有限公司 （利達集團） | 快高靈                    | 奧的斯                    |
| 城昌閣（C座）    | 舊十字型 | 1980年   | 17 （1-16樓）         | 8        | 128                | 房屋署建築師 | 祥記建築有限公司 （利達集團） | 快高靈                    | 奧的斯                    |
| 城康閣（D座）    | 舊十字型 | 1980年   | 17 （1-16樓）         | 8        | 128                | 房屋署建築師 | 祥記建築有限公司 （利達集團） | 快高靈                    | 奧的斯                    |

### 設施
屋苑設有花園及閱讀室。

### 翻新工程
愉城苑在2010年末起進行外牆翻新，重新鋪砌外牆磁磚，有關工程在2012年完工。而大堂及屋苑通道的翻新工程在2013年初完工。各座樓宇於2016年開展更換升降機工程。

## 所屬區議會
愉城苑屬於沙田區議會的沙角選區，現任區議員為沙田區政的陳兆陽。陳兆陽於2015年香港區議會選舉勝出，由2016年1月1日起成為該區區議員。2019年香港區議會選舉，陳兆陽取得4,321票並成功連任。